# ماركوس أولسون (كرة يد)
ماركوس اولسون (بالسويدية: Markus Olsson) مواليد 31 مارس 1990 في السويد، هو لاعب كرة يد سويدي يلعب كوسط مدافع. مثل منتخب السويد لكرة اليد.

## سجل المنافسة
شارك في البطولات التالية:
- بطولة العالم لكرة اليد للرجال 2015
- بطولة أوروبا لكرة اليد للرجال 2016

## روابط خارجية
- ماركوس أولسون على موقع الاتحاد الأوروبي لكرة اليد (الإنجليزية)
- ماركوس أولسون على موقع الاتحاد الفرنسي لكرة اليد (الفرنسية)